# Verner Panton
Verner Panton (født 13. februar 1926 i Gamtofte, Fyn, død 5. september 1998 i København) var en dansk designer og en af de mest toneangivende designere i 1960'ernes Europa. Han var også modstandsmand.
Hans væsentligste indsats lå inden for møbler, belysning og rumdesign, hvor han eksperimenterede med nye former og kraftige farver og udnyttende de seneste nye materialer og produktionsmetoder. Stål, plastik, og glasfiber var nogle af hans yndlingsmaterialer.

## Liv
Han blev uddannet på Odense Tekniske Skole og ved Kunstakademiets Arkitektskole 1947-51 og var siden aktiv i Danmark, men navnlig udenlands. Han boede de sidste mange år i Schweiz. Panton var medarbejder hos arkitekt Arne Jacobsen 1950-52, var på studierejser i europæiske lande 1952-55 og åbnede sin egen tegnestue 1955.
Under besættelsen var han modstandsmand i en militærgruppe i Bogense, som bl.a. udførte det farlige arbejde med at modtage nedkastede våben.
Han er bl.a. kendt for Panton Chair, Panton-stolen, der blev den første frisvingerstol udført i ét stykke kunststof; en for datiden revolutionerende tanke og teknik. Stolen produceres stadig, dog i en opdateret version af polypropylen som ikke er miljøbelastende i samme grad som glasfiber / fiberarmeret plast.

## Galleri
- Pantonstolen
- Globelampen
- Månelampen

## Udvalgte udstillinger
- Dansk Købestævne, Fredericia 1958
- Unika-Væv, Zürich m.fl. 1960-61
- Bayer exposition ships Visiona O + II, Köln, 1968, 1970 → "VISIONA II" Video (Laufzeit 2:08 Min)
- Musee des Arts Decoratifs, Louvre 1969
- Galerie Asbæk, København 1982
- Scandinavian Modern 1880-1980,
- Kunstindustrimuseet, København 1985
- Museum für Angewandte Kunst, Köln 1994
- Farbräume Littmann Kulturprojekte, Basel 1996
- Trapholt Museum, Kolding 1998
- Design Museum, London 1999

## Møbler, design m.m.
- 1955 Tivolistolen
- 1958 Kræmmerhusstolen
- 1967 Pantonstolen
- 1968 Flowerpot
- 1969 VP Globe
- 1994 Vilbertstolen

## Priser og legater
- Rosenthal Studio Preis, Tyskland 1966
- PH-prisen, Danmark 1967
- International Design Award, USA 1963, 1968, 1981
- Eurodomus 2, Italien 1968
- Medalje fra Österreichisches Bauzentrum, Østrig 1968
- Ærespris, Østrig
- IV Wiener Internationale Møbelsalons ærespris, A 1969
- 3 Bundespreis Gute Form, Tyskland 1972, 1986
- Møbelprisen, Danmark 1978
- Deutsche Auswahl, Tyskland 1981, 1982, 1984, 1985, 1986
- Sadolin Farvepris, Danmark 1986
- Danish Design Council Annual Award, Danmark 1991
- IF – Prize, Japan 1992
- Norwegian Design Award, Norge 1992
- Bo Bedre Prisen, Danmark